# Aleksandar Prvanov
Aleksandar Prvanov (4 marzo 1995) è un giocatore di football americano serbo, che gioca nel ruolo di linebacker per i Beograd Vukovi.